# Caprera
Крейсер «Карпера» (італ. Caprera) — торпедний крейсер типу «Партенопе» Королівських ВМС Італії кінця XIX століття; 

## Історія створення
Крейсер «Карпера» був закладений 27 липня 1891 року на верфі «Cantiere navale fratelli Orlando» у місті Ліворно. Спущений на воду 6 травня 1894 року, вступив у стрій 12 грудня 1895 року.

## Історія служби
Після вступу у стрій у 1895 році крейсер «Карпера» разом з більшістю інших торпедних крейсерів був включений до складу 2-го Морського департаменту, який відповідав за ділянку узбережжя від Неаполя до Таранто. Але незабаром він разом з крейсером «Етна» був відправлений в Італійську Східну Африку.
У 1899 році «Карпера» разом з крейсерами «Марко Поло», «Етна», «Джованні Бозан» та «Догалі» був включений до складу Атлантичної ескадри.
У 1907 році крейсер «Карпера» був переведений до складу Резервного флоту. Наступного року здійснив похід до східного узбережжя Африки.
З початком італійсько-турецької війни крейсер «Карпера» та декілька есмінців були відправлені в Червоне море, щоб посилити італійський флот в регіоні.
Після того, як крейсер «П'ємонте» 7 січня 1912 року в бою в затоці Кунфіда знищив більшість турецьких канонерських човнів у Червоному морі, «Карпера» та інші кораблі італійського флоту залучались до обстрілів турецьких портів у Червоному морі та блокади міста Ходейда.
27 липня та 14 серпня «Карпера», «П'ємонте» та «Аретуза» здійснювали обстріли міста Ходейда. Під час другого обстрілу був знищений склад боєприпасів.
У березні 1913 року крейсер «Карпера» був виключений зі складу флоту і незабаром проданий на злам.